# Жером Боатенг
Жером Боатенг (първото име на френски, второто на английски: Jérôme Boateng) е германски футболист, роден на 3 септември 1988 г. в Берлин. Защитник на ЛАСК.
Дебютира в Първа Бундеслига с отбора на Херта Берлин на 31 януари 2007 г. и дори довършва сезона като титуляр в повечето срещи. След като преминава в Хамбургер бързо се налага като титуляр и през първия си сезон изиграва 27 мача в Първа Бундеслига, 7 в евротурнирите и 3 за Купата на Германия.
С младежкия национален отбор става европейски шампион през 2009 г.
Жером произхожда от спортно семейство. По-големият му с около година и половина брат Кевин-Принс е играч на Шалке. Преди това двамата са играли за дублиращия отбор на Херта до 2005 г., когато Кевин-Принс е повикан в първия отбор. Другият му брат, Джордж, играе в четвъртодивизионния Тюркиемспор (Берлин). Чичо им е бивш ганайски национал, а дядо им по майчина линия е братовчед на Хелмут Ран, който вкарва два гола при победата на Германия срещу Унгария с 3:2 на Световното през 1954 г.

## Успехи
Манчестър Сити
- ФА Къп: 2010/11

Байерн Мюнхен
- Първа Бундеслига: 2012/13, 2013/14, 2014/15, 2015/16, 2016/17, 2017/18, 2018/19
- Купа на Германия: 2012/13, 2013/14
- Шампионска лига 2012/13
- Суперкупа на Германия: 2012
- Суперкупа на Европа: 2013
- Световно клубно първенство: 2013

Национален отбор
Германия до 21 г.
- Европейско първенство по футбол за младежи: 2009

Германия
- Световно първенство по футбол: 2010 – Бронзов медал
- Световно първенство по футбол: 2014 – Златен медал